# 模拟人生 (游戏)
《模拟人生》是一款以模拟普通人生活为主题的电脑游戏，由美国的美商藝電（Electronic Arts）公司出版。截至2008年4月17日，《模拟人生》在全球賣出了超过1491萬套，讓它成為了美商藝電歷史上最暢銷的遊戲。
模拟人生是模擬城市（SimCity）的延续，玩家可以操控模拟人物进行日常生活、社区交流以及建造房屋。在一个模拟的世界中，仿造真实的情境，控制生理和精神的需求。
人物不會衰老，除了意外（意外包括火灾，溺水、饥饿等），人物不會自然地死亡。同時，人物並不會成長（嬰兒除外），除了使用魔法世界內的魔法外，儿童永遠不會成長。
玩家可以自制人物及物品外观，亦可保存家庭生活的照片，发布在网路上，和其他玩家交流。

## 模擬市民語
《模擬市民》內的人物使用一種稱作「模擬市民語」（Simlish）的語言進行溝通。模擬市民語揉合了烏克蘭語和他加禄语，語言本身是無意義的，但是與遊戲內人物的動作或情感表現的結合則具有一致性。
儘管模擬市民語並沒有與其他語言的直接翻譯對照，然而還是有許多愛好者試圖收集各種場合下遊戲內人物所發出的聲音，以建立模擬市民語的常用語字典。多數人認為，模擬市民語具有類似義大利語或拉丁語的結構；但也有人覺得模擬市民語與日語有更多的相似性。

## 資料片
模擬市民是其中一款遊戲延展性最重的電腦遊戲。總體來說，美商藝電一共為模擬市民發行了七款遊戲資料片。

### 美麗人生
发行时间：2000年9月
“模擬市民”首個資料片。
新增了以下特點：
- 新增多五個住宅區區域，原本的住區地增加至五十個
- “蟑螂”會在骯髒的家居出現，並降低環境指數。可透過噴射殺蟲藥殺死。
- 新增“神燈”，拭抹會令“燈神”出現，透過選項，好事和壞事也有可能發生。每天只能拭抹一次。
- 新增“科學怪人”、“吸血鬼”、“小丑”等等。
- 新增5种职业和50种工作，包括游戏业者、音乐业者、媒体业者、服务业者和特殊职业者。
- 新增電動床供夫妻使用。

### 歡樂派對
發行時間：2001年3月
“模擬市民”第二個資料片。
市民們能著手籌辦各種形色的舞會及宴會。
新增了以下特點：
- 人物角色及5種職業生涯
- 100多種物品對象
- 5種人音樂類型
- 特別物品
  - 服飾箱，可選擇所有聚會參與者的服裝。
  - 职业DJ录音棚
  - 潘萨斯跳舞笼
  - 篝火
  - 超级史克路泡泡机

### 非常男女
發行时间：2001年11月
“模擬市民”第三個資料片。
重点在于两个市民之前一对一的交流，以爱情对线索，双双进入市区。
新增了以下特點：
- 市中心：可以就餐、购物和进行娱乐活动。
- 可以結婚。

### 歡樂假期
发行时间：2002年3月
“模擬市民”第四個資料片。
新增了以下特點：
- 度假島：包括海滩、雪山和森林等场景。
- 玩家可以进行高山滑雪、冲浪和沙滩排球等活动。

### 寵物世代
发行时间：2002年9月
“模擬市民”第五個資料片。
关于大陸该资料片名称：由于对英文Unleashed的错误理解与翻译，游戏内的启动画面显示的名称为《人生无限》。但游戏程序标题及出版时的包装名称为《家有宠物》。
市民可以将宠物做为家庭中的成员，餵饲、嬉戏、爱抚、训练直至完全令宠物习惯家居生活。
新增了以下特點：
- 中心商业区，购物(商店及市场)、进餐(咖啡馆)、娱乐(公园)还有宠物店。
- 额外的15个住宅区及5个主题社区，例如公园、咖啡店、蔬菜店和宠物商店。
- 5种职业生涯：厨师、兽医、教师、训兽师。
- 125项新物品。
- 特色物品：法式主题装潢。

### 超級巨星
发行时间：2003年5月
“模擬市民”第六個資料片。
新增了以下特點：
- 影城：玩家可以跟随经纪人到达工作地点。影城包括录音室、SPA设施、时装店以及电视、电影、MTV和平面媒体摄影棚。
- 人物：追星族、狗仔队和大明星。

### 魔法世界
发行时间：2003年10月
“模擬市民”第七個資料片，也是最後一個資料片。
人物能夠使用魔法，例如天降金錢術，繞班術等等。每位人物均可以擁有一支魔法杖，透過機器，人物能夠替自己的魔法杖充能，或是製作魔法水晶。而製作魔法的材料需要在家裏或是從“魔法都市”裏的商販購買或是交换，而且只能以“魔法幣”购买或用魔法物品换取。
新增了以下特點：
- 新增，可購買部分魔法材料，亦可以透過商販授與的任務獲取無法購買的魔法道具。
- 新增“魔法幣”，人物可以在魔法都市內與其他人物競技魔法，並賺取魔法幣。
- 新增寵物“龍”，龍會吃花園裏的花，甚至會噴火燒毀家裏的家具。隨時間流逝，人物能夠收集到「龍鱗」這些珍貴的魔法材料。不同顏色的龍會有不同性格：
  - 紅色 —— 最為暴燥
  - 黃色 —— 頗暴燥
  - 紫色 —— 較溫和

龙的颜色取决于孵化他们的方法。

## 副产品及後續产品
- 模擬市民2
- 模擬市民3
- 模擬市民4
- 模擬市民網路版
- 模擬市民趴趴走
- 我的模拟人生

## 外部連結
- 模擬市民官方网站（美國）（英文）
- 模擬市民趴趴走官方網站（美國）（英文）
- 模擬市民3官方網站（多語言）